# Osvaldo Lira
José Luis Osvaldo Lira Pérez (Santiago, 11 de febrero de 1904-Santiago, 20 de diciembre de 1996), conocido simplemente como Osvaldo Lira, fue un sacerdote católico, filósofo y teólogo chileno, autor de numerosos textos teóricos y relacionados con autores de su disciplina, entre ellos Tomás de Aquino, Ortega y Gasset y Juan Vázquez de Mella.
Conocido por ser uno de los fundadores de la Universidad Santo Tomás (1988) y por su postura antidemocrática, tradicionalista, corporativista y carlista, fue una figura prominente entre los intelectuales del conservadurismo chileno en el siglo XX. Dedicado principalmente a la filosofía, estudió en profundidad la escuela neoescolástica, influenciado, sobre todo, por el auge del tomismo que vio durante larga estadía en España.
Intentó sentar las bases filosóficas de un «tradicionalismo chileno» teniendo como mayor referente a Vázquez de Mella. Esto, puesto que consideró necesaria la existencia de un pensamiento político propio capaz de refutar los postulados del humanismo cristiano de Jacques Maritain, cuyas ideas ya habían generado un drástico cambio en, por ejemplo, la Falange Nacional. Por sus concepciones orgánicas de la democracia y su rechazo total a la democracia liberal, Lira veía en Maritain un rival a derrotar dentro de su mismo plano de ideas, la escolástica.
Para el académico Renato Cristi Becker, la figura del padre Lira es esencial para comprender el vínculo entre «el pensamiento conservador y la Junta Militar». Con Lira, los sectores nacionalistas y corporativistas, que históricamente habían obstaculizado la constitución de un frente conservador unido, lograron confluir en un bloque de derechas integradas «en torno al programa del gobierno militar».
Junto con Ramón Callís fundó en 1952 el Movimiento Revolucionario Nacional Sindicalista, de abierta tendencia fascista.

## Biografía

### Infancia y juventud

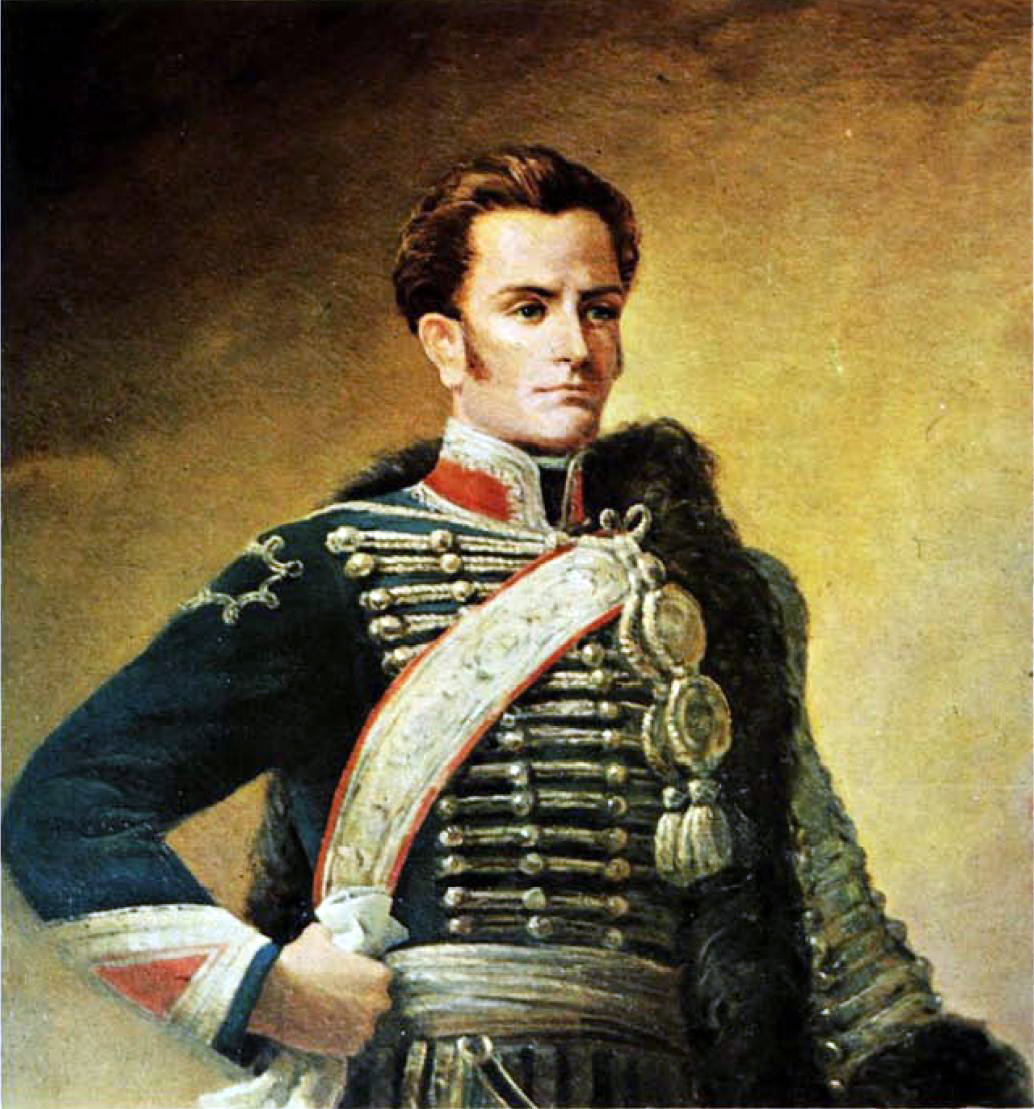
José Miguel Carrera, ascendiente directo de Osvaldo Lira

A las cinco de la mañana del 11 de febrero de 1904, nació José Luis Osvaldo Lira Pérez en la casa de sus abuelos maternos, ubicada en la calle Catedral 1390, esquina Amunátegui en la capital chilena. Sus padres, devotos católicos, fueron Luis Lira Luco y María Cristina Pérez Valdés. Luis Lira Luco fue tesorero de una institución de caballeros que administraba los hospitales y asilos antes de que surgiera el Ministerio Nacional de Salud. Osvaldo Lira fue bisnieto del intendente, senador y ministro José Ramón Lira y tataranieto de José Miguel Carrera, padre de la patria y revolucionario liberal chileno.
Fue bautizado el mismo día de su nacimiento en la parroquia de Santa Ana.
Realizó sus primeros estudios en su hogar, donde aprendió a leer y escribir, además de todo el bagaje de oraciones y devociones de los católicos observantes. En su entorno familiar siempre lo llamaron Luis o Lucho.

### Educación y ordenación

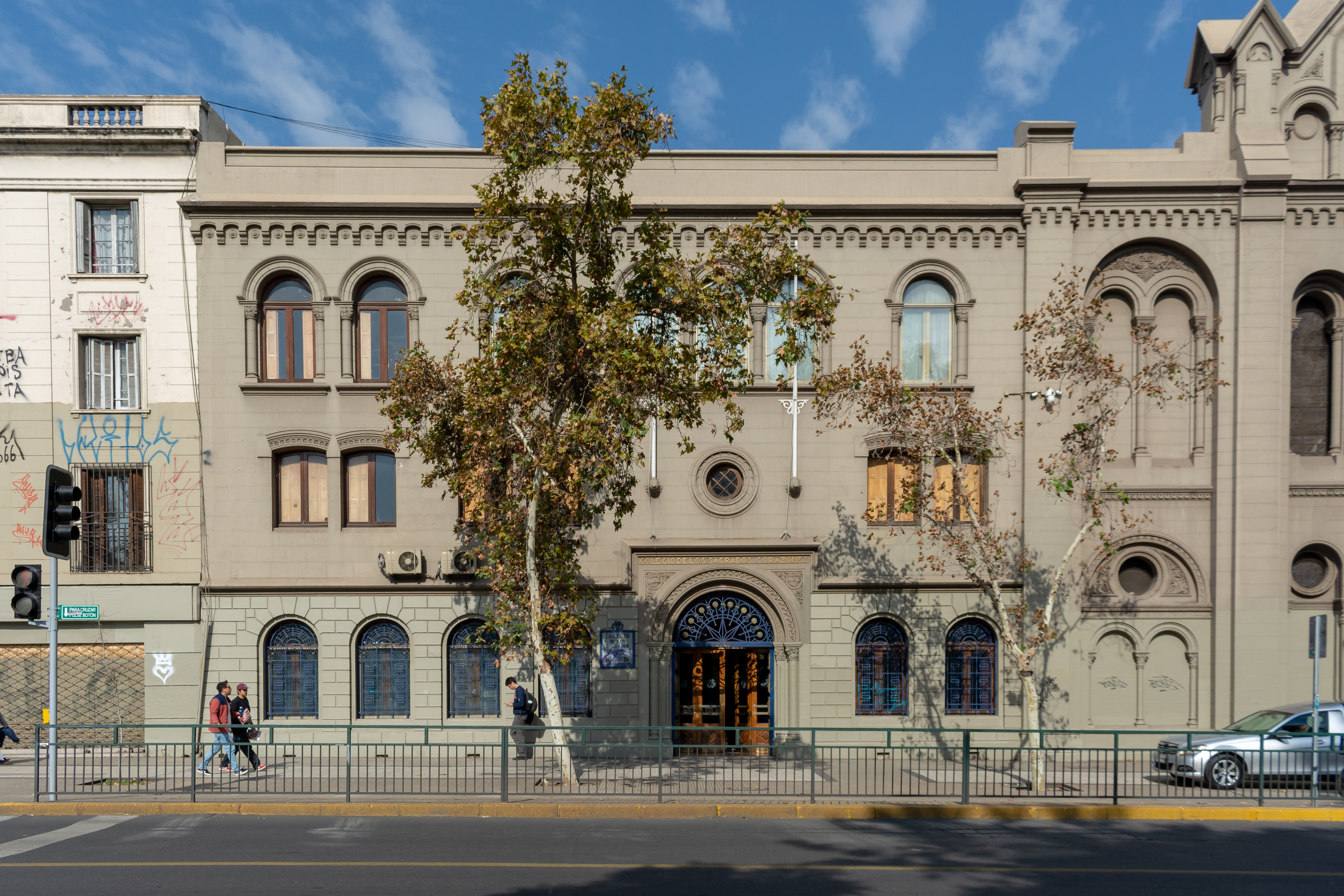
Colegio de los Sagrados Corazones de Santiago, en donde Lira cursó sus primeros estudios. Estuvo vinculado toda su vida al establecimiento.

En 1912, Lira ingresó al Colegio de los Sagrados Corazones, donde estuvo ocho años, destacando como el mejor alumno de su promoción. A sus catorce años de edad cursando el 5.º año de humanidades, desarrolló su interés por la religión y la filosofía. Antes de ingresar como postulante en la congregación de los Padres Franceses su padre le solicitó que estudiara en la Universidad, cursando un año la carrera de ingeniería y al año siguiente la carrera de derecho. El 4 de mayo de 1922, a sus dieciocho años de edad, ingresó en el noviciado de la congregación abandonando los nombres de José Luis para conservar su tercer nombre otorgado en su bautismo, Osvaldo.
En el escolasticado tuvo como profesores a los padres Adalberto Maury y Patricio Logan, quienes fueron claves para su formación sacerdotal. Juan Antonio Widow señalaría que el encuentro con el padre Adalberto sería fecundo, ya que por él «entra en el conocimiento de Santo Tomás de Aquino [y es de este encuentro del que] saldrá el caudal principal de su enseñanza». Y fue así como Osvaldo adquirió, estando aún en el seminario, el hábito de no conformarse con los "manuales ad usum", los que no satisfacían sus inquietudes intelectuales, sino que iba «directamente a la fuente: a las obras del aquinatense».
Estando en el escolasticado fue profesor de castellano y cosmografía en el Colegio de los Sagrados Corazones de Valparaíso. Fue también profesor en el noviciado de sus propios compañeros en el curso de teología cuando el profesor titular, padre Maury, tuvo que ausentarse y fue designado para sustituirle. El 16 de diciembre de 1928, seis años después de haber ingresado en el noviciado, Osvaldo Lira fue ordenado sacerdote, y celebró su primera misa en carácter de tal el 25 de diciembre del mismo año.

### Inicios como profesor (1934-1939)

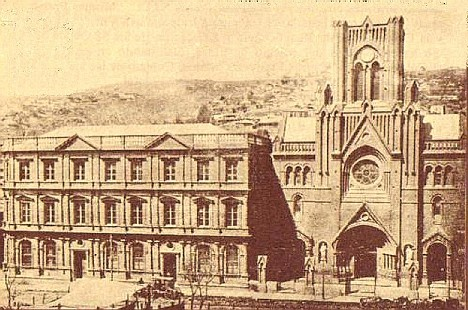
Colegio de los Sagrados Corazones de Valparaíso, en donde Lira inicia su carrera docente en 1925.

Lira inició su carrera docente en los colegios de la congregación ubicados en Valparaíso, Concepción y Santiago, radicándose en esta última en 1934. Durante esta época pudo profundizar sus conocimientos en filosofía, metafísica y teología dogmática. En vez de utilizar manuales, impartía clases recurriendo directamente a la Biblia y a las obras de Tomás de Aquino.

Creo que no es posible entender la relación de ambos [Lira con Tomás de Aquino] si no vemos que Tomás ha sido, con su poder intercesor, el guía eficaz de los pasos de Osvaldo en la vía del conocimiento y del amor de la verdad. Ha sido para él algo semejante a lo que fue para Tobías el arcángel Rafael. Osvaldo ya no necesita consultar los escritos de Tomás para ver claro en las cuestiones que se le plantean: tiene un espíritu que ha llegado a ser naturalmente tomista.
Juan Antonio Widow, 1994.

#### La revistaEstudios
En la capital chilena, Lira conoció a Julio Philippi y Jaime Eyzaguirre, quienes, al igual que él, compartían posturas conservadoras y opositoras al liberalismo y la democracia, y con quienes colaboró en un estudio profundo y en debates acerca del papel de la Iglesia católica dentro de la sociedad, específicamente en Chile. 
La revista Estudios (1932-1957) fue una publicación del Centro de Estudios Religiosos que estaba vinculada al Partido Conservador y entre cuyos patrocinantes figuraban Ricardo Cox Méndez, Maximiano Errázuriz, Otto Hanish y Ricardo Salas Edwards. En su nota preliminar para una recopilación de escritos de Osvaldo Lira publicados en la revista Estudios, Cristián Garay señala que dicha revista fue rescatada del Centro de Estudios Religiosos por Jaime Eyzaguirre, quien tuvo el control directo y la separó del consejo a partir del número 13 (noviembre-diciembre de 1933). En esta empresa fue apoyado por un grupo de jóvenes intelectuales católicos, como Julio Philippi y Armando Roa. Eyzaguirre permaneció a cargo de la revista hasta el número 244 (enero-febrero de 1955). 
En el tercer año de la publicación, específicamente para el número 24 (octubre de 1934), Lira escribió por primera vez, siendo su primera publicación «Ernest Hello y el hombre mediocre».

La apreciación de la Hispanidad se nos aparece como un actitud nueva entre los chilenos y entre todo el resto de los hispanoamericanos. No se remonta más allá de los años cuarenta, después que Ramiro de Maetzu escribió su admirable Defensa de la hispanidad. Eramos entonces un grupo de chilenos que nos reuníamos en torno a la revista Estudios, ya desaparecida, por desgracia. Y decimos que por desgracia porque por medio de ella se realizó una enorme labor aquí, en nuestra patria, abriendo las mentalidades —según lo ha señalado mis dos antecesores en esta tribuna— a nuestra verdad histórica, oscurecida entonces bajo una espesa cortina de prejuicios, ignorancias y claudicaciones de aquellos que preferían adular a los poderosos del momento antes que reconocer como nuestros genuinos y honrosísimos antepasados a quienes había constituído nuestras nacionalidades. La gran misión de Jaime Eyzaguirre fue señalar con claridad impresionante lo que era el fundamento de la nacionalidad chilena. Y los que colaboramos en la revista Estudios nos unimos en torno a su personalidad porque en ella veíamos y verificábamos la expresión de unos sentimientos, de una de las convicciones que había permaneció difusa y vagamente en nuestro espíritu, y que, en virtud de la labor de Jaime Eyzaguirre, se condensaron, adquirieron consistencia y precisión en virtud de ese catalizador que fue esa actitud serena, decidida, fundada en sólidos argumentos y poseedora de un profundo y certero sentido histórico frente a nuestra nacionalidad.
Osvaldo Lira, 1978.

### Vida en España (1940-1952)

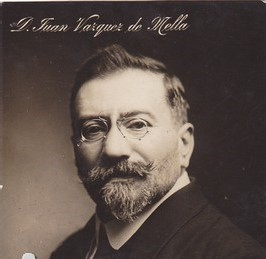
Juan Vázquez de Mella, filósofo carlista que influyó en fuertemente su trabajo.

Fue conocido tanto por tener ideas avanzadas como por tener un tono vehemente, lo que le produjo dificultades con sus superiores en la congregación, sumando a esto la gran popularidad que tenía con sus alumnos; según Gonzalo Ibáñez Santa María, «nadie que le haya conocido ha permanecido indiferente ante él». En 1939, once años después de ordenarse sacerdote, años en los que el padre trabajó como profesor para la congregación de los Padres Franceses, Lira decidió abandonar la congregación, considerando integrarse a los benedictinos o incorporarse al clero secular diocesano.
Fue monseñor Pío Fariña, obispo auxiliar de Santiago, quien le incitó a esperar. Un año después, en 1940 se decidió que viajaría a Europa, donde se presentaría ante el superior general de la congregación. De acuerdo a Julio Retamal Favereau fue decisiva la influencia de «algunos altos dirigentes conservadores que tildaban al padre Lira de avanzado y hasta de comunista», Retamal destaca que luego de este episodio el padre Lira nunca pensó en retirarse de la congregación, a pesar de que éste consideraba que jamás lo alentaron ni se preocuparon por su acción y producción intelectual.
En 1940 viajó a Europa con destino Bélgica donde estuvo con sus superiores, el 15 de mayo se trasladó a España, antes de que Bélgica fuera invadida por los alemanes. En España viviría doce años, desde 1940 hasta 1952, residiendo en Miranda de Ebro y en Madrid, donde continuaría ejerciendo como profesor en los colegios de la congregación en ambas ciudades. Fue en este país donde logró completar sus conocimientos de teología escolástica y sobre el tomismo. Lira había escrito artículos para revistas y realizado traducciones de libros de autores católicos, pero fue en España donde escribió sus primeros libros, siendo el primero de ellos sobre un político español con quien el sacerdote compartía su ideal sociopolítico, Vázquez de Mella, titulando al libro Nostalgia de Vázquez de Mella.
Viviendo en España conoció a grandes escritores y músicos, estando entre los primeros Aleixandre, Dámaso Alonso y José María Pemán, y entre los segundos Joaquín Rodrigo, Ataúlfo Argenta y Joaquín Turina.
Durante su residencia en España y luego de publicar su obra sobre el político español Vázquez de Mella el padre Lira escribió otros tres libros: Visión política de Quevedo (1948), La Vida en torno (1949) e Hispanidad y mestizaje (1952). Lira no solo se dedicó a escribir libros relacionados directamente con política, ya que no era su único interés —tal cual lo demostraría con posteriores publicaciones— escribió libros relacionados con el arte y la poesía. Julio Retamal recuerda que el Padre solía visitar el Museo del Prado e ir a exhibiciones pictóricas, y dedicó parte de su tiempo a estudiar tanto la pintura española contemporánea como la poesía, especialmente a Juan Ramón Jiménez, Jorge Guillén y Lope de Vega.

### Regreso a Chile y activismo político
Luego de estar cerca de doce años en España, sus superiores le ordenaron volver a Chile. A su regreso, en 1952, Lira se instaló en Valparaíso y se desempeñó como profesor en el Colegio de los Sagrados Corazones de Valparaíso, ejerciendo paralelamente como profesor de la Universidad Católica de la misma ciudad.
En 1957, Lira regresa a Santiago para establecer su residencia definitiva. En 1960 comenzó a hacer clases en la Pontificia Universidad Católica de Chile como profesor de metafísica, teodicea, ontología, gnoseología y estética en el Departamento de Filosofía (que luego sería llamado Instituto). Su desempeño como profesor en la Universidad fue premiado en 1978 con el nombramiento de Profesor Emérito de la Facultad de Filosofía, y once años después, 1989, se le otorgaría el grado de Doctor Scientæ et Honoris Causa de la misma Universidad.
En 11 de agosto de 1967 alumnos de centro y de izquierda, dirigidos por el presidente de la Federación de Estudiantes (FEUC) se tomaron la Universidad, debido a ello la comunidad docente se reunió para determinar el rumbo a seguir. La Facultad de Filosofía y Educación se reunión en forma extraordinaria en un salón del Colegio de los SS.CC de Alameda, reunión en que el padre Lira estaba decidido a realizar una condena a estos universitarios, y los profesores de esa facultad terminaron condenando los hechos desatados por los estudiantes rebeldes.
Lira también fue contrario a los postulados de la Unidad Popular y el Presidente Salvador Allende, ya que creía que las políticas del gobierno eran contrarias al pensamiento de la Iglesia. Como parte de la oposición, Lira estimaba que Allende «debía retirarse a la vida privada o, si era necesario, debía ser depuesto por las Fuerzas Armadas». Según Julio Retamal, tras el golpe de Estado de 1973, «el mismo 11 de septiembre, el sacerdote hizo lo que el hombre no habría podido hacer y lo que no muchos hicieron: celebró una serie "gregoriana" de misas —a lo largo de varios días— por la salvación del alma del difunto presidente».

#### La revistaTizona
La revista Tizona fue fundada por Juan Antonio Widow en 1958, con apoyo de su mentor, el padre Lira, quien eligió el nombre de la publicación. Desde ese año hasta el año siguiente se publicaron cuatro números, y luego reapareció entre 1969 y 1975.
Desde esta «trinchera» —como la llamaba Lira— pudieron expresar sus opiniones antirrevolucionarias tanto en materias universitarias como en religiosas, políticas y culturales. El grupo editorial y los escritores de la revista estaba constituido por un grupo de amigos cercanos a Lira. Sobre el alcance que tuvo la revista, Julio Retamal diría «que tuvo algún eco en diversos medios, se publicó hasta después del Golpe de Estado en Chile de 1973. Luego, por razones estrictamente económicas, se suspendió la publicación».
Además, el sacerdote colaboró con revistas tales como Alférez, Cuadernos Hispanoamericanos, Revistas de Ideas Estéticas, Revista de Filosofía y Finis Terrae.

### Últimos años y muerte (1986-1996)
En 1988 participó de la fundación de la Universidad Santo Tomás, asesorando a su fundador y posterior presidente de la Junta Directiva, Gerardo Rocha.[cita requerida]
En 1994 la Universidad Adolfo Ibáñez en conjunto con la editorial Zig-Zag publicaron el libro Padre Osvaldo Lira: En torno a su pensamiento. Homenaje en sus 90 años". Para su lanzamiento se realizó una ceremonia en el Museo de Artes Decorativas en Santiago el 18 de octubre. Los artículos fueron escritos por 35 profesores y amigos, entre ellos Julio Retamal Favereau, Rafael Gambra, Enrique Díaz Araujo, Antonio Millán-Puelles, Miguel Ayuso, Alfredo Sáenz, Alejandro Guzmán Brito, Gonzalo Ibáñez Santa María, Juan Vicente Ugarte del Pino, Bernardino Bravo Lira, Cristián Garay Vera y Alberto Falcionelli.
El 20 de diciembre de 1996, Osvaldo Lira falleció en su ciudad natal, Santiago, a los 92 años.

## Pensamiento

### Ideología política

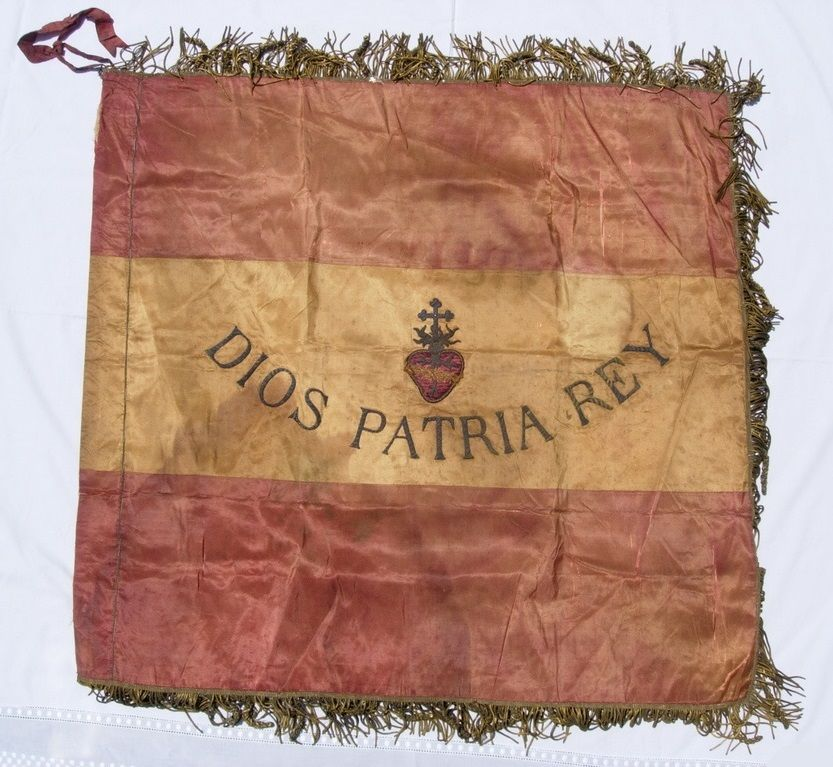
El historiador carlista José Díaz Nieva ha presentado a Lira como uno de los "maestros ultramarinos" del tradicionalismo hispánico de la segunda mitad del.

Osvaldo Lira es caracterizado políticamente como simultáneo adherente al tradicionalismo, carlismo y corporativismo, ya que fue influenciado por Juan Vázquez de Mella.
Lira inspiró algunos movimientos políticos. Fue asesor y cofundador del Movimiento Revolucionario Nacional Sindicalista, movimiento político de carácter nacionalsindicalista y fascista creado en 1949, al que Lira introdujo la doctrina de los cuerpos sociales, promoviendo que estos organismos tengan participación en la estructura política del Estado pero de manera autónoma.
También fue un primer referente de Jaime Guzmán, creador del Movimiento Gremial de la Universidad Católica de Chile, y posteriormente fundador del partido Unión Demócrata Independiente (UDI). Lira conoció a Guzmán cuando éste era solo un niño, siendo incluso su acólito en misas, no obstante lo cual, dicha relación e influencia decayó a partir de la participación de Guzmán como líder estudiantil en la Pontificia Universidad Católica, donde concurrió a la fundación del gremialismo, propuesta ideológica de influencia liberal completamente divergente a la posición tradicional.

### Opinión sobre el Concilio Vaticano II
En sus primeros años como profesor de la Universidad Católica, la Iglesia se reunió para realizar en Concilio Vaticano II, en el cual se tratarían temas pastorales. El Concilio se inició en 1962 y finalizó tres años después. Retamal recuerda que los cambios que más impactaron a Lira «fueron los teológicos y, en menor grado, los litúrgicos».

El Concilio Vaticano II hay que borrarlo todo de un plumazo. No hay nada que me interprete, salvo las cuestiones dogmáticas en que se cita a concilios anteriores. Hay cosas que las pudo haber redactado el más pintado de los liberales. Hubo malos manejos, hubo censura, hubo manipulación, se alteraron las comunicaciones. Lo que no sea dogma puedo borrarlo de un plumazo y no caer en herejía. Los papas que lo convocaron dijeron que era un concilio puramente pastoral. Sólo los dogmas de fe uno está obligado a acatarlos.
Osvaldo Lira, 1993.

En cuanto a los cambios teológicos, Lira afirmó que la teología escolástica de Tomás de Aquino fue casi totalmente abandonada por el Concilio, y que ésta dio paso a nuevas teologías evolutivas y cada vez más avanzadas, especialmente de la mano de la teología de la liberación y la teología de la muerte de Dios, lo que se alejaba de la fe tradicional y de la ortodoxia católica. En cuanto a los aspectos litúrgicos se opuso debido a que consideró que atentaban contra la prudencia y la legalidad. Julio Retamal diría que para Lira estos cambios estaban envueltos de «un espíritu fantasioso y antitradicional que afectó radicalmente el sentido sacral y sacrificial de la Misa». Ante estos cambios, Lira continuó enseñando sobre la base de Santo Tomás y la misa la celebraría de la misma forma, como siempre lo hizo. Pero el padre permanecería obedeciendo a la Iglesia y en público celebraría la nueva Misa de Paulo VI.
Con motivo del Concilio y sus reformas se formó la "Asociación Magnificat" en la que el sacerdote actuó como su principal asesor y capellán, la cual fue fundada para preservar la liturgia tradicional, anterior a la nueva del Papa Pablo VI. Según Retamal, Lira «nunca escatimó las críticas a quienes transgredían de manera evidente las normas religiosas dentro de la Iglesia, pero jamás pensó que ésa sucumbiría en su afirmación de la Verdad y su labor salvífica». Según él, Lira continuó combatiendo por la ortodoxia y la tradición, convirtiéndose en el mentor teológico de quienes se resistían a las reformas y revoluciones, pero «se mantuvo firme en la doctrina y supo batallar dentro de las reglas de la disciplina y la obediencia. Ganó las menos veces y perdió las más, pero jamás soñó en abandonar la Iglesia- como tantos de su cofrades religiosos lo hicieron».

## Controversias

### Problemas con el clero
En 1969 el Ordinario de Santiago, cardenal Raúl Silva Henríquez, excomulgó al tío de Lira, Salvador Valdés Morandé, por haber realizado fuertes críticas en contra de algunas actuaciones del clero en materias políticas y en otros planos, siendo la más conocida la que realizó en el libro La Compañía de Jesús, ¡Ay Jesús, qué compañía!. Este asunto fue resuelto, pero para Lira era una «señal clara» de hacia dónde querían algunos eclesiásticos que se orientaran «los signos de los tiempos».[cita requerida]

### Corporativismo y oposición a la democracia
En la revista Estudios, Lira había escrito en numerosas ocasiones su postura a favor del conservantismo corporativista, dado que consideraba que era un sistema de gobierno mejor que el de la democracia, apuntado a que el individuo gozaría de mayor libertad ante la autonomía de los cuerpos intermedios (familia, gremios, comarcas, universidades, empresas, etc) y la preservación de las tradiciones. Junto con ello, manifestaba su rechazo a la idea de que una nación sea gobernada por la mayoría:

La masa no es ni puede ser inteligente porque está compuesta por los individuos de la mayoría y los individuos de la mayoría son ignorantes, incultos e ininteligentes. La masa es inepta en su conjunto para juzgar del conjunto de problemas que plantea el gobierno de una nación
Lira, 1952: 218

Además, Lira se oponía a la democracia liberal porque ésta permite la existencia de partidos políticos y un mayor pluralismo en la sociedad, lo que según él, solo dividiría y destruiría los estamentos y clases sociales, junto con los cuerpos intermedios, provocando, al final, la destrucción de la civilización.

## Honores
- En 1978 la Pontificia Universidad Católica de Chile lo nombró Profesor Emérito de la Facultad de Filosofía.[10]
- En 1989 la misma Universidad le otorgó el grado de Doctor Scientiae et Honoris Causa.[10]
- La Universidad Adolfo Ibáñez lo nombró Miembro Académico Honorario.[27]
- En 1994 la Universidad Adolfo Ibáñez lanzó un libro en su honor titulado "Padre Osvaldo Lira: En torno a su pensamiento. Homenaje en sus 90 años"
- En 1996 fue condecorado con la Cruz de la Orden de la Legitimidad Proscrita por S.A.R. Sixto Enrique de Borbón, y en presencia del Príncipe.[28][29]
- En 2004 se cumplió el centenario del nacimiento de José Luis Osvaldo Lira Pérez; en conmemoración, se realizó una conferencia, con ponencias de sus discípulos, en la Universidad del Desarrollo.[30]

## Obras
- Lira, Osvaldo (1942). Nostalgia de Vázquez de Mella. Santiago de Chile: Difusión Chilena [Colección Verbo]. p. 239.
  - Lira SS.CC., Osvaldo (1979). Nostalgia de Vazquez de Mella (2ª edición). Santiago de Chile: Editorial Andrés Bello. p. 363.
  - Lira, Osvaldo (27 de abril de 2007).  Fundación Fco. Elías de Tejada, ed. Nostalgia de Vázquez de Mella. Prólogo de Miguel Ayuso (3ª edición). Ediciones Nueva Hispanidad. p. 312. ISBN 978-987-1036-43-1.
- Glorieux, Paul (1943). Cuerpo místico y apostolado: El dogma de la unidad cristiana expuesto a la juventud (Osvaldo Lira, trad.). San Sebastián: Pax [Colección Vida, 11]. pp. 146 pág.
- Lira, Osvaldo (1948). Visión política de Quevedo. Madrid: Seminario de Problemas Hispanoamericanos [Cuadernos de Monografías, 3]. p. 286.
- Lira, Osvaldo (1949). La vida en torno. Madrid: Revista de Occidente. p. 365.
  - Lira, Osvaldo (2004). La Vida en Torno. prólogo de Juan Antonio Widow (2ª edición edición). Santiago de Chile: Ediciones Centro de Estudios Bicentenario. pp. 186 págs. ISBN 956-8147-05-5.
- Lira, Osvaldo (1952). Hispanidad y mestizaje, y otros ensayos,. Madrid: Cultura Hispánica [Colección hombres e ideas]. p. 263.
- Lira, Osvaldo (1965). Ortega en su espíritu. I: Metafísica y estética. Santiago de Chile: Pontificia Universidad Católica de Chile. p. 443.
- Lira, Osvaldo (1967). Ortega en su espíritu. II: Psicología, gnoseología, política. Santiago de Chile: Pontificia Universidad Católica de Chile. p. 405.
- Lira, Osvaldo (1969). Poesía y mística en Juan Ramón Jiménez. Santiago de Chile: Pontificia Universidad Católica de Chile [Ediciones del Centro de investigaciones estéticas]. p. 248.
- Lira, Osvaldo (1974-1981). El misterio de la poesía. Santiago de Chile: Ediciones Nueva Universidad, Universidad Católica de Chile. pp. 3 vols.
- Lira, Osvaldo (1977). Verdad y libertad. Santiago de Chile: Ediciones Nueva Universidad, Universidad Católica de Chile. p. 206.
- Lira, Osvaldo (1981). De Santo Tomás a Velázquez, pasando por Lope de Vega. Santiago de Chile: Academia Superior de Ciencias Pedagógicas de Santiago. p. 205.
- Lira, Osvaldo (1985). El orden político: ¿tradicionalismo? ¿fascismo? ¿democracia?. Santiago de Chile: Editorial Covadonga. p. 196.
- Lira, Osvaldo (1988). Catolicismo y democracia. Santiago de Chile: Corporación Estudios Nacionales. p. 178.
- Lira, Osvaldo (1989). El respeto de la persona humana: mito y realidad desde la Revolución Francesa. Santiago de Chile: Corporación de Estudios de Formación Social. p. 89.
- Lira, Osvaldo (1993). Derechos Humanos. Mito y Realidad. Chile: Nuevo Extremo. p. 197.
- Parrini Roces, Vicente (enero de 1993). Matar al minotauro; Chile, Conversaciones con Antonio Bentué, Diamela Eltit, Humberto Giannini, Martin Hopenhayn, Osvaldo Lira. Santiago de Chile: Editorial Planeta Chilena SA. pp. 99 a 116. ISBN 956-247-089-X.

### Artículos
- «La belleza, noción trascendental», Revista de Ideas Estéticas (Madrid), 1945, n.º 10, págs. 181-208.
- «La monarquía de Quevedo», Revista de Estudios Políticos (Madrid), 1946, n.º 27-28, págs. 1-46.
- Solovief, Vladimiro (1946). Rusia y la Iglesia universal (Instituto Sto. Tomás de Aquino, Córdoba (Rep. Arg.), trad.). prólogo de Osvaldo Lira. Madrid: Ediciones y Publicaciones Españolas. p. 425.
- Estudio preliminar a Dante Alighieri, Tratado de monarquía, Instituto de Estudios Políticos [Biblioteca española de escritores políticos], Madrid 1947, 183 págs.
- «Soloviev y la misión de Rusia», Estudios (Santiago de Chile), 1947, n.º 169-170, págs. 3-28.
- «La actitud política de Maritain», Cuadernos Hispanoamericanos (Madrid), 1949, n.º 7, págs. 185-189.
- «Aclaraciones sobre el carácter trascendental de la belleza», Revista de Filosofía del Instituto Luis Vives (Madrid), 1949, n.º 30, págs. 479-493.
- «El cristianismo de José Ortega y Gasset», Finis Terrae (Universidad Católica de Chile), 1954, n.º 2, págs. 35-57.
- «Nación y nacionalismo», páginas 19-66 de Enrique Campos Menéndez, Pensamiento Nacionalista, Gabriela Mistral, Santiago 1974, 330 págs.
- Editor de El bien común, Segundas Jornadas de Derecho Natural, Ediciones Nueva Universidad, Universidad Católica de Chile 1975, 206 págs.

### Reediciones
- Osvaldo Lira (Octubre de 1998). Escritos del Padre Osvaldo Lira en la Revista "Estudios". Universidad Bernardo O'Higgins. Instituto de Filosofía R.P. Osvaldo Lira, SS.CC., recopilación: profesor Cristián Garay Vera.
- Osvaldo Lira (2019). Obras Completas. Tomo II. "Ontología de la Ley", "Escritos de Filosofía del derecho" y "Escritos de Filosofía de la Historia". Editorial Tanto Monta. Edición de José Antonio Vidal, Ignacio Stevenson y Vicente cordero.
- Osvaldo Lira (2019). Obras Completas. Tomo III. "Nostalgia de Vázquez de Mella" y "Catolicismo y Democracia". Editorial Tanto Monta. Edición de José Antonio Vidal, Ignacio Stevenson y Vicente cordero.
- Osvaldo Lira (2023). Obras Completas. Tomo IV. "El orden político" y "Escritos sobre la hispanidad". Editorial Tanto Monta. Edición de José Antonio Vidal, Ignacio Stevenson y Vicente cordero.
- Osvaldo Lira (2023). Obras Completas. Tomo V. "Escritos de filosofía política". Editorial Tanto Monta. Edición de José Antonio Vidal, Ignacio Stevenson y Vicente cordero.